# Sélley Sándor
Sélley Sándor (Nagyvárad, 1855. december 19. – Vecsés, 1920. június 30.) jogász, ügyész, belügyminisztériumi államtitkár, Budapest rendőrfőkapitánya (1892–1895), a Magyar Fém- és Lemezipar R. T. igazgatóságának elnöke.

## Pályafutása
Apja id. Séllyei Sándor 1848-as főhadnagy, később szegedi királyi táblai elnök volt. Maga is jogi pályát választott, 1879-ben Budapesten avatták jogi doktorrá. Eperjesen a jogiakadémián jogtanárként dolgozott, majd 1883-ban királyi alügyészi kinevezést kapott Nagyváradra. Egy évvel később Budapestre került szintén alügyészi beosztásba. Viszonylag fiatalon, 1884-ben került bűnügyi tanácsosként a Magyar Királyi Rendőrség fővárosi állományába. Ő szervezte újjá a Thaisz Elek rendőrfőkapitánysága alatt szétzilálódott bűnügyi osztályt, Török János jobbkezeként bűnügyi vonalon sokat tett a közigazgatási jártasságú főkapitány intézkedéseinek megvalósításában.
1892-ben nevezték ki Budapest rendőrfőkapitányának. Az új szolgálati szabályzat bevezetése - melyet még elődje, Török János alkotott meg, ám halála miatt alkalmazni már nem tudott - nevéhez fűződik. Kezdeményezte úgynevezett rendőrségi évkönyv kiadását, mely a főváros lakosságát tájékoztatta a rendőrség szervezetéről, munkájáról. Szintén a nevéhez fűződik a pályaudvari rendőrörsök felállítása. Egy visszaemlékezés szerint sok gondot okoztak neki a fővárosi tüntetések, különösen 1894-ben, Kossuth Lajos temetése idején. 1895 szeptemberében vált meg állásától, és a Belügyminisztériumba került, ahol 1906 februárjában nevezték ki államtitkárrá, ám már májusban beadta a nyugdíjazás iránti kérelmét. Élete hátralévő évtizedét teljes elvonultságban töltötte. Temetésén a rendőrség tisztikara és legénysége testületileg vett részt. Elhunyt 1920. június 30-án Vecsésen, élete 64., házassága 40. évében. Örök nyugalomra helyezték a budapesti Kerepesi úti temetőben a református vallás szertartása szerint.
Felesége Semsey Mariska, özv. Semsey Vilmosné lánya. Esküvőjüket Demétén, 1880 végén, vagy 1881 elején tartották, lánya Sélley Margit.
A Szent István-rend kiskeresztjének, a Lipót-rend lovagkeresztjének és a német királyi vörös sasrend tulajdonosa volt.